# Oscar von Sydow
Pour les articles homonymes, voir Von Sydow.
Oscar Fredrik von Sydow est un homme d'État suédois né le 12 juillet 1873 à Kalmar et mort le 19 août 1936 à Drottningholm. Il est brièvement ministre d'État en 1921, après la démission de Louis De Geer.

## Distinctions
- Commandeur grand-croix de l'ordre royal de l'Étoile polaire